# Bexells talande stenar

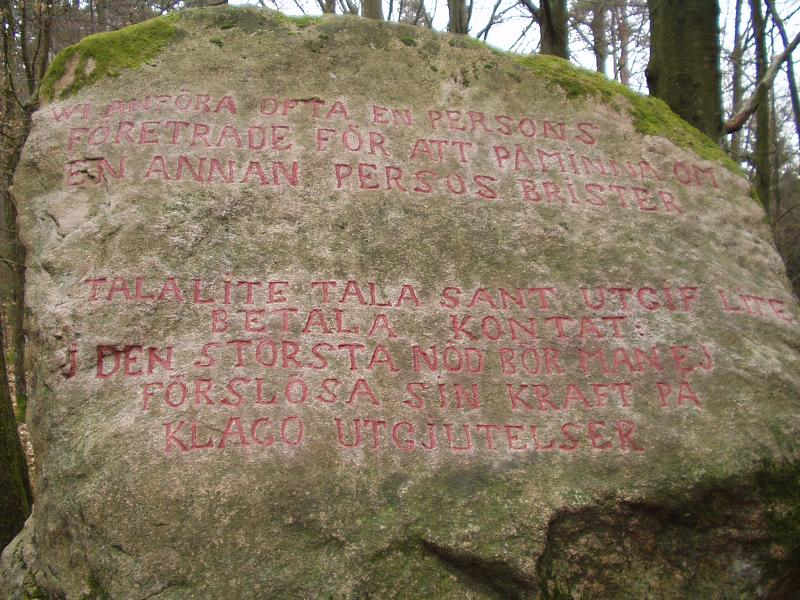
Bexells talande stenar vid Torstorps säteri i Varbergs kommun.

Bexells talande stenar är ett kulturminnesmärke i Halland, bestående av en större samling stenar med inristade namn och tänkespråk. Stenarna finns i ett skogsområde i Grimetons socken, en dryg mil öster om Varberg i Halland.

## Historik
Det var godsägaren Alfred Bexell (1831–1900) på Torstorps säteri som i slutet av 1800-talet lät två stenhuggare under sju år göra ristningarna på stenar och klippor på sina ägor.  
Det finns flera olika spekulationer om Bexells motiv för att göra alla dessa ristningar. En antydan om Bexells tankar finns i en bok av W.W. Thomas Jr, som var USA:s envoyé i Sverige och Norge. Thomas hade besökt sin vän Bexell 1883 och sett och beundrat stenarna. Bexell nämnde att han behövde ett motto på något av världsspråken, "hvilket i någon mån kunde vara en nyckel till mina hällristningar". Thomas föreslog då en sentens på latin, Lapides loquentes semper habemus (svenska: "Talande stenar hafva vi alltid". De latinska orden, och W.W. Thomas namn och titel, blev nästa dag inhugget på en sten.  
Efter Bexells död föll stenarna i glömska och täcktes av mossa. Men de återupptäcktes 1925 och sedan dess har ristningarna och deras innehåll rönt ett ständigt ökande intresse. 
Det finns ungefär 160 hittills upptäckta inristade tänkespråk; de flesta finns på stenar, men omkring 20 finns på hällar och klippväggar. Då och då hittas nya ristningar och det lär finnas fler som ännu inte är funna.
Bexells egen gravsten finns på Grimetons kyrkogård och bär inskriptionen: Menniskans historia är hennes karaktär.

## Exempel på tänkespråken
- All öfverdrifven lyx fördervar seder och smak
- Att fela mänskligt är, gudomligt att förlåta
- Att förlita på sig sielf är att fördubla sin förmåga
- Bättre slinta med foten än med tungan
- Den tid som flytt den kommer icke åter hur än man klagar och hur man gråter
- Endast den okunnige är fattig
- En revolution må lyckas eller ej stora andar blifva alltid dess offer
- Ett godtt samvete är bättre än två wittnen
- Fattiga och rika dödens hand gör lika
- Lättja är djefvulens hufvudkudde
- Om Gud ej funnes skulle man nödgas uppfinna honom
- På botnen af nöjets bägare ligger ångerns drägg
- Säg icke alt hvad du vet men vet alltid hvad du säger
- Tron liksom kärleken kan icke påtrugas någon
- Hvad är sömnen annat än en bild af döden
- En apa är alltid en apa om än klädd i gyllene smycken

## Berömda personer
Förutom inristningarna finns det över 550 inristade namn på mer eller mindre kända historiska personer. Namnen tillhör författare, forskare, statsmän, politiker, krigare, skojare och andra betydelsefulla personer. Några exempel är: 
- Aristoteles
- Ludwig van Beethoven
- Benvenuto
- Blenda
- Simon Bolivar
- Julius Caesar
- Diogenes
- Selma Lagerlöf
- Carl von Linné
- Napoleon Bonnapart
- Isaac Newton
- Robespierre
- Svante Sture
- Richard Wagner